# 南投大彎太陽光電場
南投大彎太陽光電場位於臺灣南投縣水里鄉，為台灣電力公司所興建營運的太陽能光電場，該光電場前身為明潭發電廠興建期間，地下洞道開挖的棄渣場，後續在921集集大地震期間也暫時作為災民收容場所使用，爾後水里鄉公所為發展觀光，及台電公司配合政府能源轉型政策，合作改為太陽光電場至今。
而台電為防止光電板遭雜草生長影響效能，首度引進兩頭黃牛於場域間食草，形成「牛電共生」的景象。

## 沿革

### 背景
明潭發電廠為臺灣目前唯二的抽蓄水力發電廠，該廠利用日月潭作為上池，水里溪興建明潭水庫做為下池，並於水里溪左岸山壁內開鑿地下廠房，裝設六部共1,602MW的抽蓄水力發電機組，於1987年9月動工，1993年至1994年六部抽蓄機組陸續完工商轉。而施工期間，地下廠房、隧道等開挖所產生之廢土，台電擇定於水里鄉車埕的大彎地區作為棄渣場。
1999年9月21日南投集集發生芮氏規模7.3之強烈地震，造成臺灣中部嚴重災情，大彎棄渣場也因擁有廢棄碎石堆積成的碩大空地，暫時成為鄰近災民的臨時避難所。
2015年日月潭國家風景區管理處曾因改善日月潭交通運輸的壓力，評估自水里大彎棄渣場做端點站，到日月潭向山遊客服務中心的纜車計畫，卻因纜車行經為水源保護區而最終宣告放棄，後續民營業者再次提出纜車BOT計畫，並將端點站改到車程，但環評法規修正後，纜車興建環境影響評估改交由環保署審查，民間企業擔心因此影響興建期程而最終宣告撤案。

### 計畫
水里鄉公所在纜車計畫確定取消後，為持續推動當地觀光，並希望台電能夠活化閒置的大彎棄渣場，而台電公司本身也為配合政府再生能源政策，而積極尋找各廠區適合興建太陽光電場的場址，因此兩方合作決定將大彎棄渣場改建為太陽光電場。
台電公司將南投大彎光電計畫列入「太陽光電第二期計畫」，並由明潭發電廠電氣組規劃，再生能源處承辦，原本再生能源處於2018年9月11日對外招標南投大彎太陽光電新建工程，但因大彎棄渣場場內地勢落差超過3公尺，且早期隧道開挖所產生的廢棄碎石顆粒過大施工困難，因此該案公開招標後卻沒有廠商願意投標，台電將投資金額提升至新臺幣7千萬元仍5度流標，因此台電評估後改以自辦興建工程，因工法創新，最終僅以3400萬完成。

### 施工
台電改自辦大彎光電廠工程後，評估棄渣場場地落差大，大石塊多等因素，經地質探勘團隊調查，若以傳統整地填平與地質改良的工法，不僅嚴重影響生態，施工期程會延長許多，故台電改採用擠壓地質的工法，以敲擊方式釘置樁頭，擠出樁位再以混凝土穩固基礎，此工法無須全面整地，也大大減少施工期程與經費，減少生態與環境視覺衝擊。
台電規劃利用13公頃棄渣場土地分兩期施作，第一期裝設3,300片太陽光電板，並特別選擇於集集大地震20週年的2019年9月21日完成第一度電併聯發出。

### 完工
2020年7月大彎光電場第一期1MW光電板完工併聯，並到該月底已經發出60萬度電，約相當於1,800戶家庭一個月用電量，2020年8月28日大彎光電場第一期竣工,是台電在南投興建的首座太陽光電場。台電在第一期完工後緊接著啟動第二期工程，預計將再裝設8MW的光電板，預計在2021年底完工。
台電在大彎光電場第一期完工後，考量光電場若雜草孳生，易導致光電板效能降低，而現今環保意識抬頭，也規畫不使用除草劑來維護場址，因此台電首次與行政院農業委員會畜產試驗所合作，引進「大仔」、「彎彎」2隻臺灣黃牛，以「牛電共生」概念達到自然除草的效果，除可節省除草費用外，更可成為當地一處友善環境的示範場域。

## 設施

### 發電機組
| 光電板型號                                    | 太陽能發電類型 | 光電板數量（片） | 裝置容量（MW） | 商轉日期      | 狀態   |
| --------------------------------------------- | -------------- | ---------------- | -------------- | ------------- | ------ |
| 臺灣新日光能源科技製 URE D6M300H3A 太陽光電板 | 地面式太陽光電 | 3,300片          | 1MW            | 2020年8月28日 | 商轉中 |

| 光電板型號 | 太陽能發電類型 | 光電板數量（片） | 裝置容量（MW） | 商轉日期             | 狀態   |
| ---------- | -------------- | ---------------- | -------------- | -------------------- | ------ |
|            | 地面式太陽光電 |                  | 8MW            | 2021年底（原定預計） | 施工中 |